# Cratere Dunghe
Dunghe  è un cratere sulla superficie di Venere.